# Skeptrostachys
Skeptrostachys là một chi thực vật có hoa trong họ, Orchidaceae.